# Jack Brennan
Jack Brennan (Manchester, 13 dicembre 1891 – Blackpool, 13 agosto 1942) è stato un calciatore inglese, di ruolo centrocampista.

## Carriera

### Nazionale
Venne convocato nella Nazionale britannica che disputò i Giochi olimpici del 1920 ma non disputò neanche una partita.